# Microsoft Regional Directors
Microsoft Regional Directors — одна з програм компанії Microsoft, що відзначає незалежних фахівців, мають глибокі знання одного або декількох продуктів компанії Microsoft, є активними та впливовими членами технічної та бізнес спільнот. Регіональні директори не є співробітниками Microsoft, і не отримують грошову компенсацію від компанії. Якщо регіональний директор стає співробітником Microsoft, то він автоматично втрачає цей статус. Номінація нових кандидатів відбувається за рекомендаціями поточних регіональних директорів та співробітників Microsoft.

## Відмінність від програми Microsoft Most Valuable Professional
У світі є близько 5800 Microsoft Most Valuable Professional (MVP), в той час як кількість регіональних директорів коливається в межах 140—170 чоловік. Нагороду Microsoft MVP можна отримати в одній або декількох технічних категоріях (наприклад, ASP.NET або C#), в той час, як регіональні директори повинні мати досвід роботи з великою кількістю продуктів та технологій як компанії Microsoft, так і інших компаній. MVP нагороджуються незалежно від географії, в той час як діяльність RD прив'язна до конкретного регіону (країни). Обидві програми мають великий вплив як на технічну спільноту, так і на діяльність Microsoft. Одна й та сама людина може мати обидва статуси одночасно — участь в одній з програм не впливає на участь в іншій.

## Microsoft Regional Directors в Україні
1. Краковецький Олександр, керівник ІТ компанії DevRain. Microsoft Regional Director з 2008 року.
2. Ліщинський Володимир, керівник ІТ компанії DTC. Microsoft Regional Director з 2013 по 2014.
3. Пасечник Денис, співробітник Майкрософт Україна. Microsoft Regional Director до 2010 року.
4. Туманов Олексій, Microsoft Regional Director з 2017 року.
5. Антон Бойко
6. Ігор  Леонтьев